# Baltimore-Washington Metropolitan Area

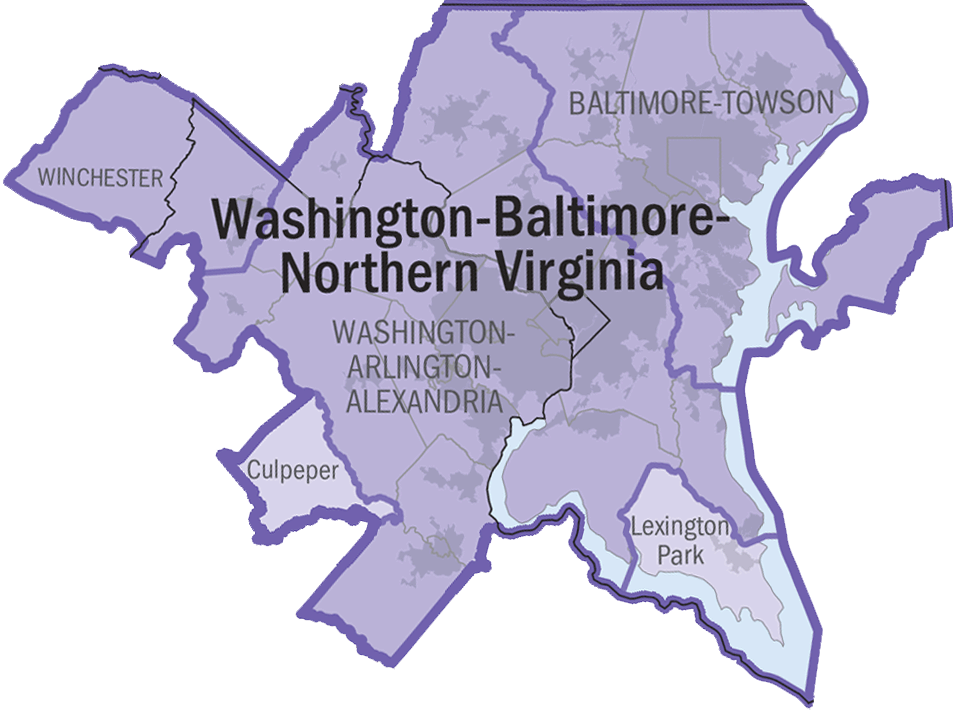

Baltimore-Washington Metropolitan Area, Washington-Baltimore-Northern Virginia, DC-MD-VA-WV CSA – obszar statystyczny (Combined statistical area) miasta Baltimore w stanie Maryland i obszaru Waszyngton.

## Regionalne organizacje
- Metropolitan Washington Council of Governments, MWCOG - zrzeszenie 21 lokalnych zarządów
- Baltimore Metropolitan Council

## Główne miasta

### Obszar Baltimore

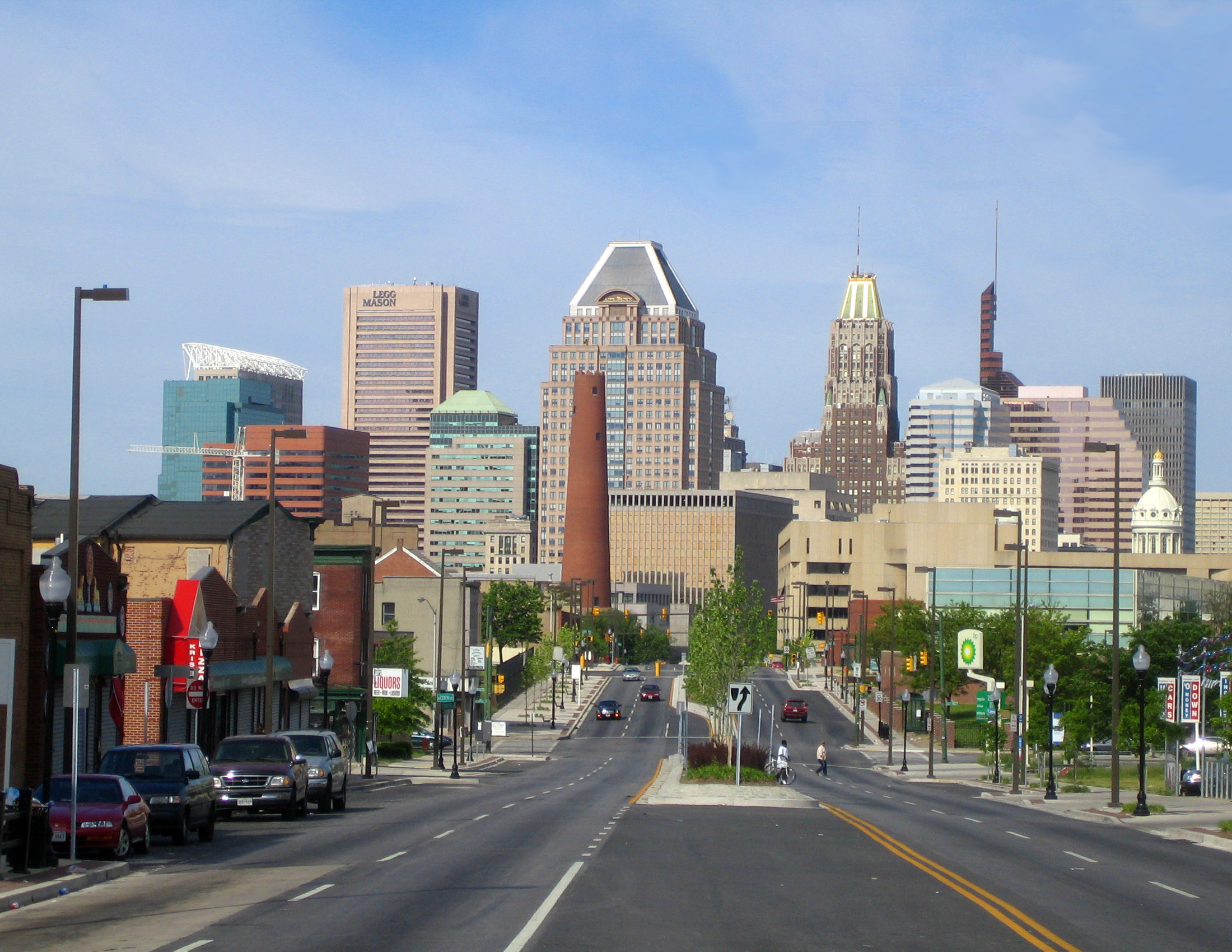
Baltimore

- Baltimore
- Aberdeen (Maryland)
- Annapolis
- Columbia (Maryland)
- Towson (Maryland)
- Ellicott City (Maryland)
- Owings Mills (Maryland)
- Towson (Maryland)

### Obszar Waszyngtonu

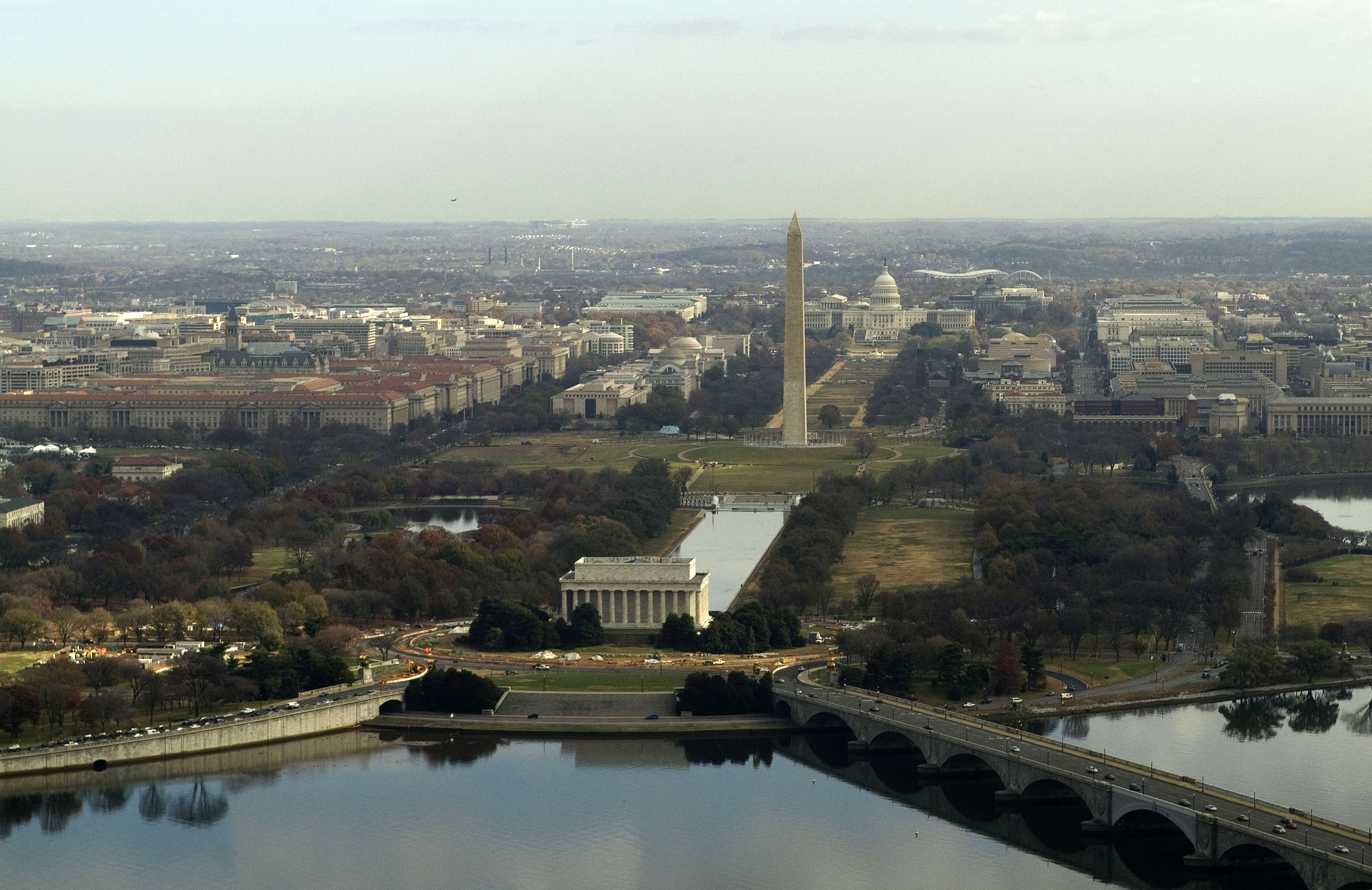
Waszyngton

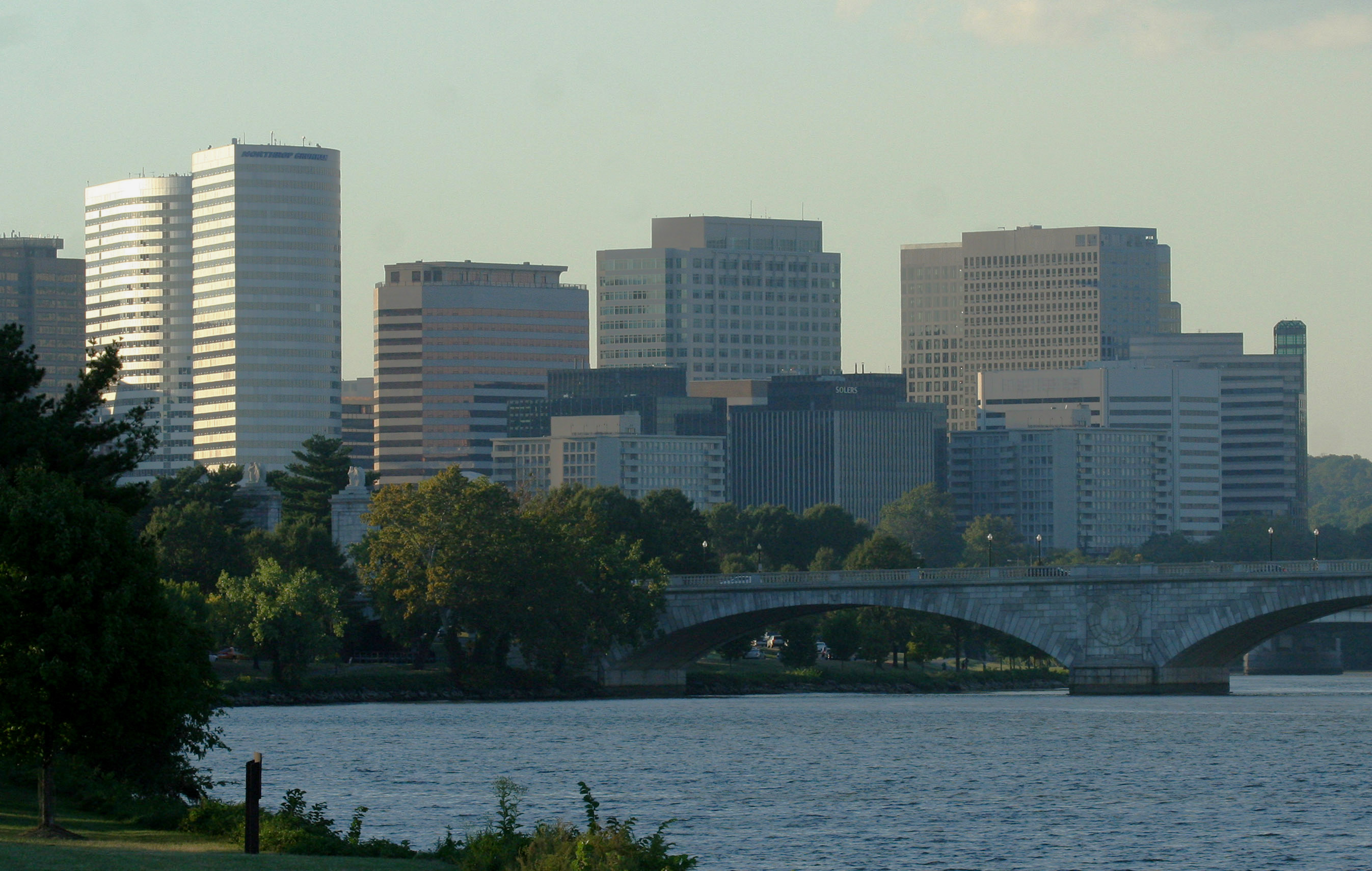
Arlington

- Waszyngton
- Bethesda
- College Park (Maryland)
- Frederick (Maryland)
- Gaithersburg
- Potomac (Maryland)
- Rockville (Maryland)
- Silver Spring
- Upper Marlboro (Maryland)
- Alexandria (Wirginia)
- McLean (Wirginia)
- Reston (Wirginia)